# Ervín Tatek
Ervín Tatek (* 29. listopadu 1956) je bývalý český lední hokejista. Začínal jako útočník, většinu kariéry odehrál jako obránce.

## Hokejová kariéra
V československé lize hrál za Spartu Praha a Škodu Plzeň. Odehrál 8 ligových sezón, nastoupil ve 230 ligových utkáních, dal 16 gólů, měl 24 asistencí a 74 trestných minut. Ve druhé lize hrál za Slavii Praha. Kariéru končil v nižších soutěžích ve Finsku a Nizozemsku.

## Klubové statistiky
| Sezona    | Klub         | Soutěž  | Základní část | Základní část | Základní část | Základní část | Základní část | Play off | Play off | Play off | Play off | Play off |
| Sezona    | Klub         | Soutěž  | Z             | G             | A             | B             | TM            | Z        | G        | A        | B        | TM       |
| --------- | ------------ | ------- | ------------- | ------------- | ------------- | ------------- | ------------- | -------- | -------- | -------- | -------- | -------- |
| 1978/1979 | Sparta Praha | 1. liga | 29            | 4             | 5             | 9             | 4             |          |          |          |          |          |
| 1979/1980 | Sparta Praha | 1. liga | 21            | 0             | 0             | 0             | 2             |          |          |          |          |          |
| 1980/1981 | Škoda Plzeň  | 1. liga | 20            | 0             | 2             | 2             | 14            |          |          |          |          |          |
| 1983/1984 | Slavia Praha | 2. liga | 34            | 5             | 9             | 14            | -             |          |          |          |          |          |
| 1984/1985 | Sparta Praha | 1. liga | 25            | 0             | 2             | 2             | 6             |          |          |          |          |          |
| 1985/1986 | Sparta Praha | 1. liga | 26            | 3             | 3             | 6             | 14            |          |          |          |          |          |
| 1986/1987 | Sparta Praha | 1. liga | 34            | 6             | 5             | 11            | 12            | 6        | 0        | 1        | 1        |          |
| 1987/1988 | Sparta Praha | 1. liga | 46            | 3             | 3             | 6             | 10            |          |          |          |          |          |
| 1988/1989 | Sparta Praha | 1. liga | 29            | 0             | 4             | 4             | 12            | 7        | 0        | 0        | 0        |          |